# Pieszewo
Pieszewo (deutsch Petermanns) ist ein kleiner Ort in der polnischen Woiwodschaft Ermland-Masuren und gehört zur Gmina Barciany (Landgemeinde Barten) im Powiat Kętrzyński (Kreis Rastenburg).

## Geographische Lage
Pieszewo liegt in der nördlichen Mitte der Woiwodschaft Ermland-Masuren, zehn Kilometer nördlich der Kreisstadt Kętrzyn (deutsch Rastenburg).

## Geschichte
Bei dem kleinen Ort Petermanns handelte es sich ursprünglich nur um ein paar kleine Höfe. Im Jahre 1785 wurde er als „ein adlig Bauerndorf“ mit acht Feuerstellen erwähnt. 1874 kam Petermanns zum neu errichteten Amtsbezirk Wehlack (polnisch Skierki) im ostpreußischen Kreis Rastenburg.
Am 30. September 1928 vergrößert sich die Landgemeinde Petermanns um den Nachbarort Platlack (polnisch Platławki, nicht mehr existent), der eingemeindet wurde. Am 23. Mai 1929 wurde Petermanns in den Amtsbezirk Rodehlen (polnisch Rodele) umgegliedert und am 1. April 1939 in die Gemeinde Rodehlen eingegliedert.
Zählte Petermanns im Jahre 1820 insgesamt 82 Einwohner, so waren es 1885 noch 49, 1905 nur noch 33, 1910 noch 26 und 1933 nun sogar 176.
Mit dem gesamten südlichen Ostpreußen wurde Petermanns 1945 in Kriegsfolge an Polen überstellt. Es erhielt die polnische Namensform „Pieszewo“ und ist heute ein Weiler im Dorf Winda (Wenden) – polnisch: Przysiółek wsi Winda –  im Verbund der Landgemeinde Barciany (Barten) im Powiat Kętrzyński (Kreis Rastenburg), bis 1998 der Woiwodschaft Olsztyn, seither der Woiwodschaft Ermland-Masuren zugehörig.

## Kirche
Bis 1945 war Petermanns in die evangelische Kirche Wenden in der Kirchenprovinz Ostpreußen der Kirche der Altpreußischen Union sowie in die katholische Kirche Rastenburg im damaligen Bistum Ermland eingepfarrt.
Heute gehört Pieszewo zur katholischen Pfarrei Winda im jetzigen Erzbistum Ermland sowie zur evangelischen Kirchengemeinde Barciany, einer Filialgemeinde der Johanneskirche Kętrzyn in der Diözese Masuren der Evangelisch-Augsburgischen Kirche in Polen.

## Verkehr
Petermanns liegt an einer Nebenstraße, die von Winda (Wenden) an der Woiwodschaftsstraße 591 (ehemalige deutsche Reichsstraße 141) direkt in den Ort führt. Eine Anbindung an den Schienenverkehr besteht für Pieszewo nicht. Bis 1945 war Wenden die nächste Bahnstation an den beiden Bahnstrecken Rastenburg–Drengfurth und Wenden–Barten der Rastenburger Kleinbahnen.